# Zimapán (kommun)
Zimapán är en kommun i Mexiko.   Den ligger i delstaten Hidalgo, i den sydöstra delen av landet, 150 km norr om huvudstaden Mexico City.
Följande samhällen finns i Zimapán:
- Zimapán
- El Tule
- Llano Blanco
- Tlalpan
- Llano Segundo
- Aguas Blancas
- El Muhí
- Camposanto del Oro
- Morelos
- Las Adjuntas
- Doxthi la Sabina
- Garabatos
- San José del Oro
- Los Pilares
- Tinthé
- Puerto del Efe
- San Antonio
- Barrón
- El Carrizal
- Coaxithi
- El Palmar
- El Rincón
- San Miguel Tetillas
- Las Vegas
- El Tepozán
- Pelillos
- El Mezquite Segundo
- Potreritos
- Sóstenes Vega